# Juejan Prapatrida
Juejan Prapatrida – tajska zapaśniczka w stylu wolnym.
Brązowa medalistka igrzysk Azji Południowo-Wschodniej w 2011. Siódme miejsce na mistrzostwach Azji w 2009 roku. Mistrzyni Azji kadetów w 2010, druga w 2009.